# Колготин, Дмитрий Владимирович
Дмитрий Владимирович Колготин (род. 7 июля 1994 года, Серов) — российский хоккеист, нападающий.

## Биография
Воспитанник серовской школы хоккея (Свердловская область). Начал заниматься хоккеем в системе местного «Металлурга». На профессиональном уровне дебютировал в составе нижегородской «Чайки» из МХЛ. Вошёл в состав студенческой сборной России в 2019-м году. Победитель Универсиады в Красноярске. Весной 2020 года дебютировал в КХЛ в матче против «Трактора». В апреле 2022 года продлил контракт с ХК «Сочи».

## Достижения
- Победитель Универсиады (2019);
- Чемпион Белоруссии (2020).